# Pabellón de Reino Unido en la Bienal de Venecia
El Pabellón de Reino Unido en la Bienal de Venecia es un espacio artístico ubicado en la ciudad de Venecia con motivo de la Bienal de Venecia. El Pabellón Británico fue diseñado por el arquitecto Edwin Alfred Rickards y construido en 1909 en lugar de un edificio antiguo, un café y restaurante construido en 1887. El estilo del Pabellón es del siglo XVIII, al estilo italiano, recuerda a las antiguas casas inglesas.
Desde 1938 el British Council es el responsable de la selección de artistas y explotación del Pabellón.

## Expositores
Lista de los expositores en el Pabellón Británico:
- 1948 (24 ª) - Henry Moore / J. M. W. Turner.
- 1950 (25 ª) - John Constable / Barbara Hepworth.
- 1952 (26 ª) - Kenneth Armitage / Eduardo Paolozzi.
- 1954 (27 ª) - Francis Bacon / Lucian Freud / Ben Nicholson.
- 1956 (28 ª) - Jack Smith / Lynn Chadwick.
- 1958 (29 ª) - William Scott /  Anthony Caro / Alan Davie.
- 1960 (30 ª) - Víctor Pasmore / Merlyn Evans.
- 1962 (31 ª) - Ceri Richards.
- 1964 (32 ª) - Joe Tilson / Roger Hilton / Irwin Gwyther.
- 1966 (33 ª) - Bernard Cohen / Esculturas de Anthony Caro / Richard Smith.
- 1968 (34 ª) - Bridget Riley / David Hockney / Francis Bacon.
- 1970 (35 ª) - Richard Smith.
- 1972 (36 ª) - John Walker William G. Tucker.
- 1976 (37 ª) - Richard Long / Richard Hamilton Pasmore / Víctor John Davies.
- 1978 (38 ª) - David Hockney / Richard Long / Malcolm Morley.
- 1980 (39 ª) - Tony Cragg.
- 1982 (40 ª) - Barry Flanagan / Frank Auerbach / Lucian Freud.
- 1984 (41 ª) - Howard Hodgkin / Christopher Le Brun.
- 1986 (42 ª) - Leonora Carrington / Frank Auerbach.
- 1988 (43 ª) - Andy Goldsworthy / Tony Cragg.
- 1990 (44 ª) - Anish Kapoor.
- 1993 (45 ª) - Richard Hamilton / Damien Hirst.
- 1995 (46 ª) - Young British Artists.
- 1997 (47 ª) - Rachel Whiteread.
- 1999 (48 ª) - Gary Hume.
- 2001 (49 ª) - Mark Wallinger.
- 2003 (50 ª) - Chris Ofili.
- 2005 (51 ª) - Gilbert y George (Comisariado: Richard Riley)
- 2007 (52 ª) - Tracey Emin
- 2009 (53 ª) - Video Instalación de Steve McQueen.
- 2011 (54 ª) - Mike Nelson (Comisariado: Richard Riley)
- 2013 (55 ª) - Jeremy Deller (Comisariado: Emma Gifford-Mead)
- 2015 (56 ª) - Sarah Lucas (Comisariado: Richard Riley)
- 2017 (57 ª) - Cathy Wilkes (Comisariado: Zoe Whitley)

## Galería

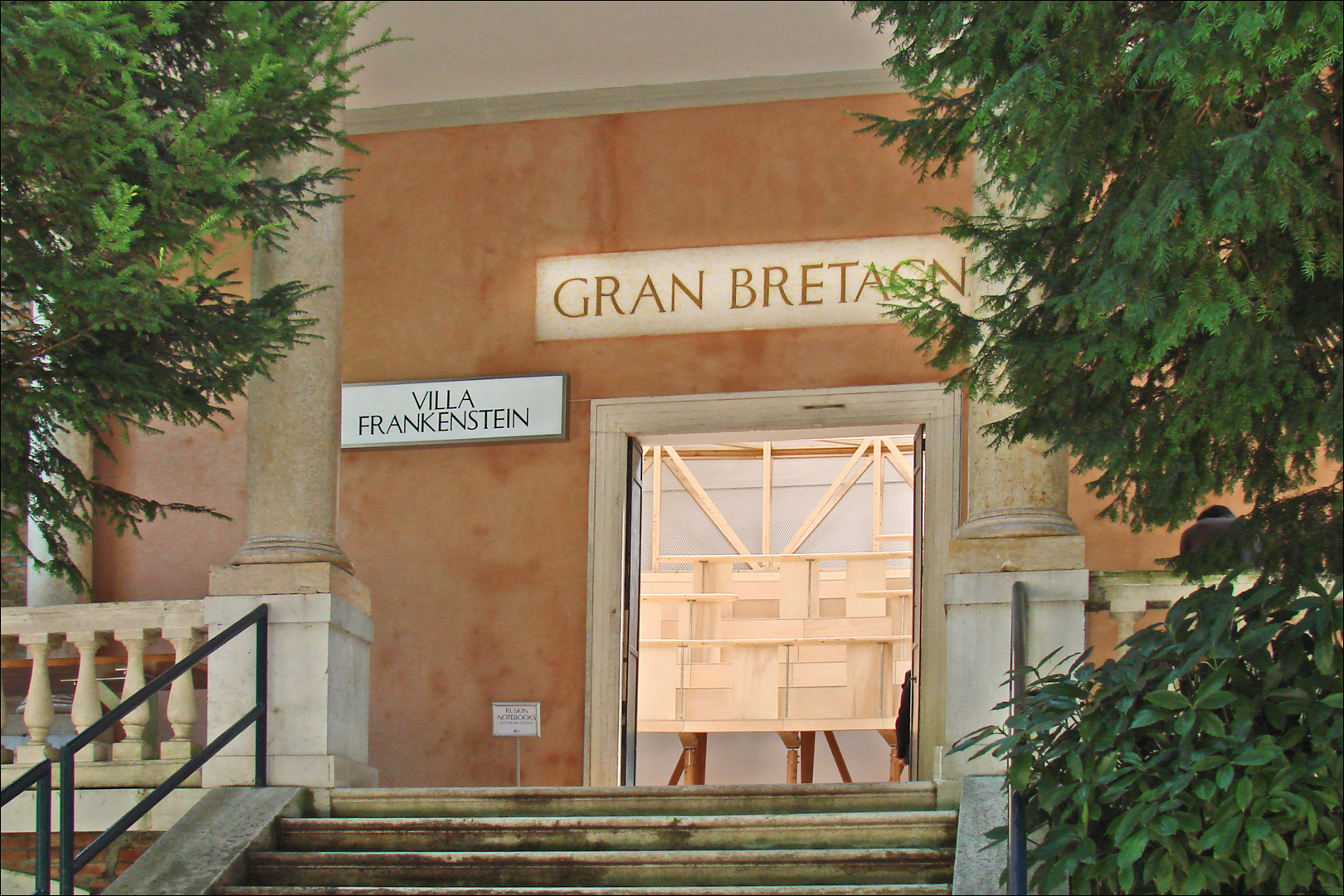
El Pabellón Británico renombrado irónicamente como Villa Frankestein.
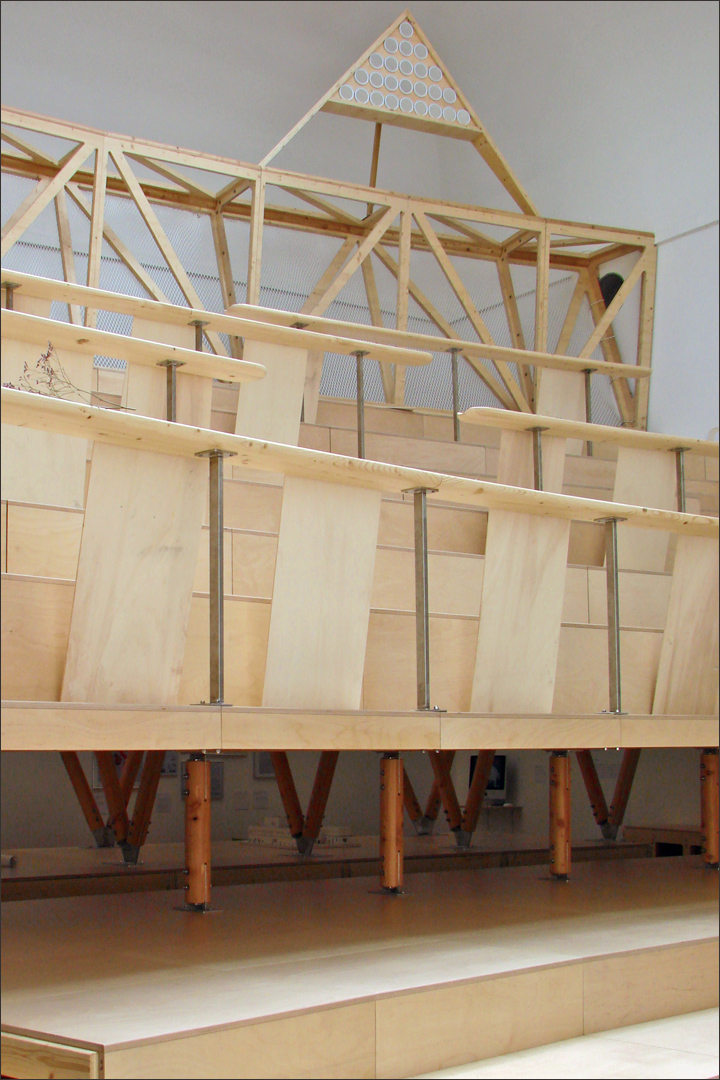
Obra en el interior del Pabellón Británico el año 2010.
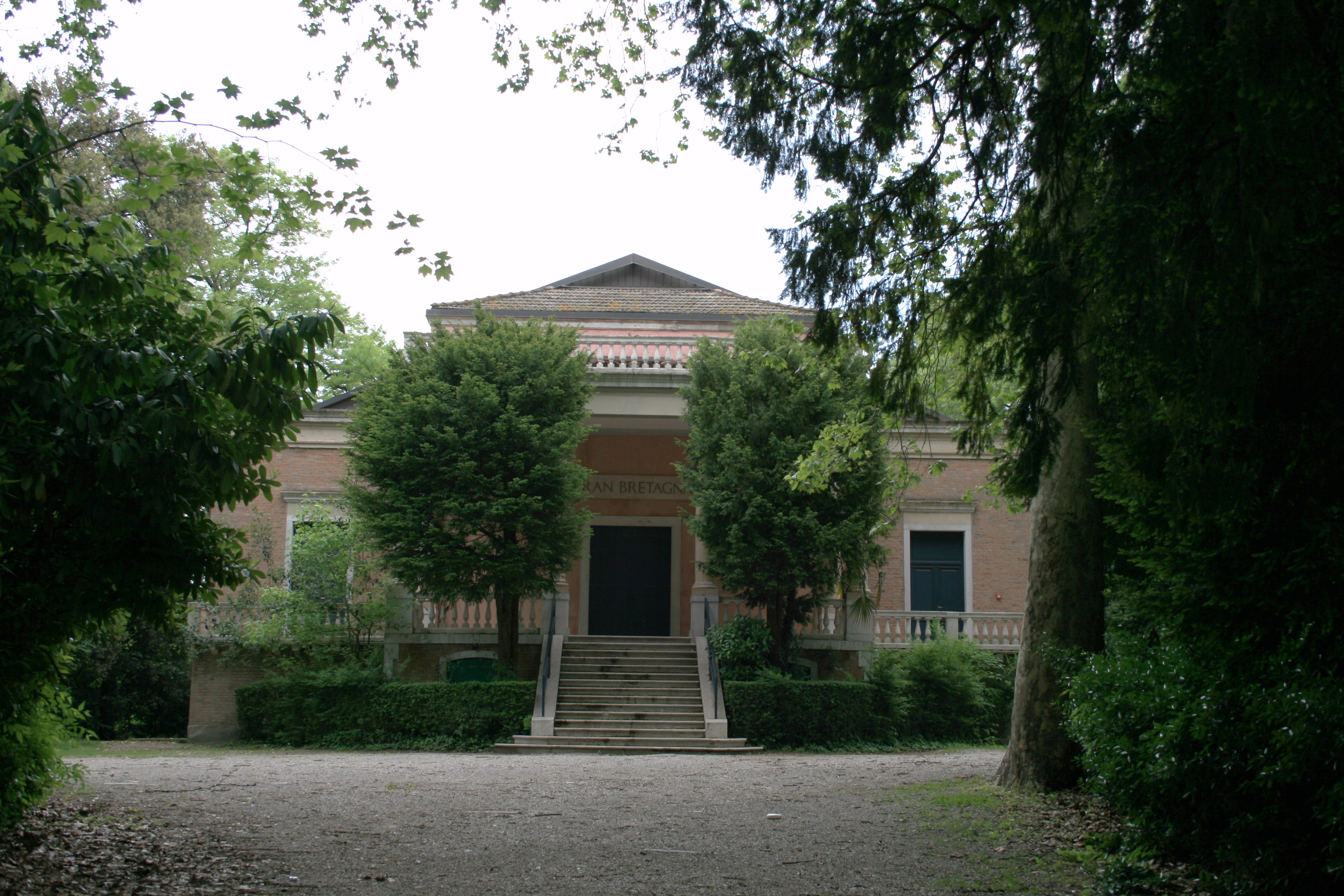
Fachada del Pabellón Británico.
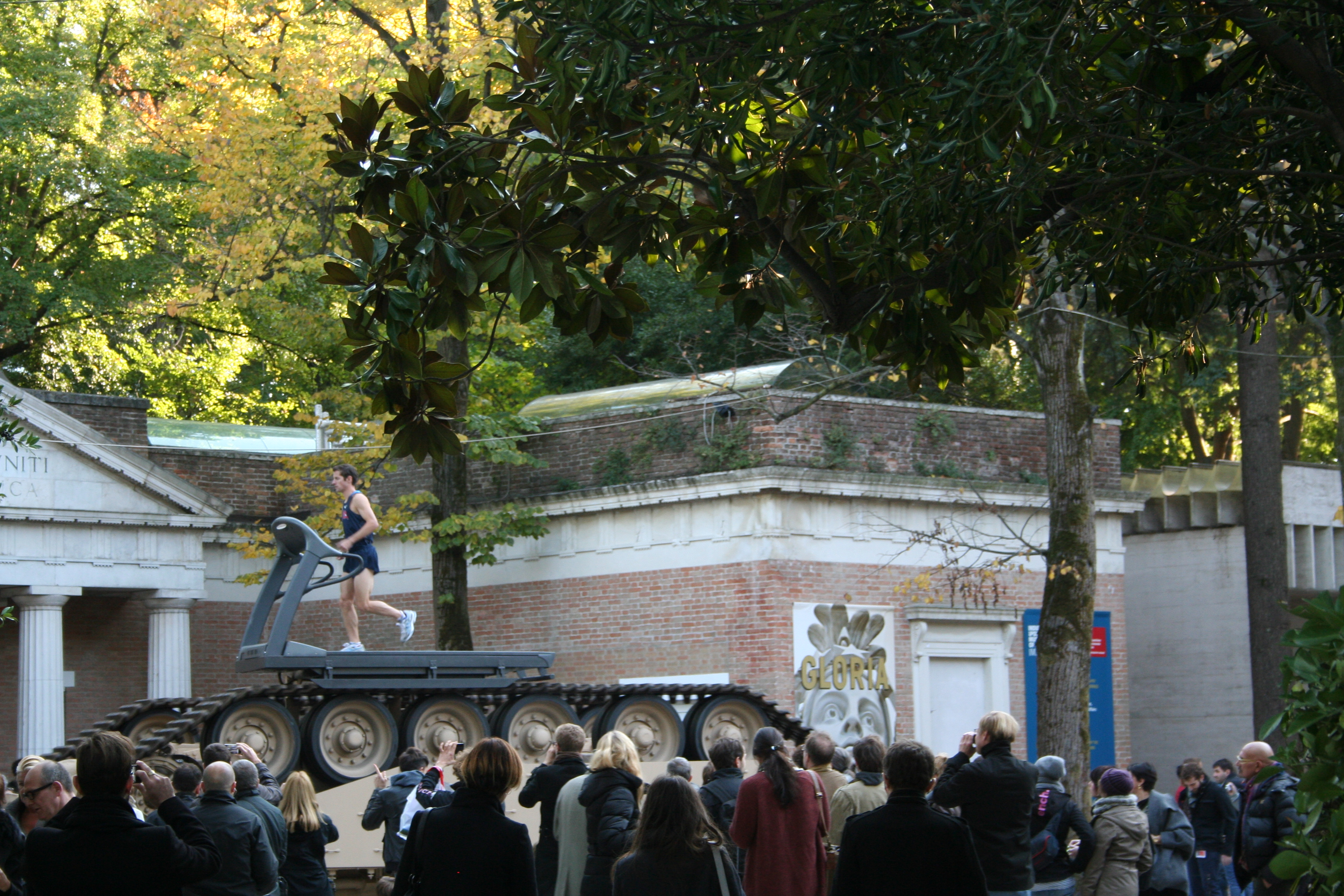
Performance en la entrada del Pabellón Británico.
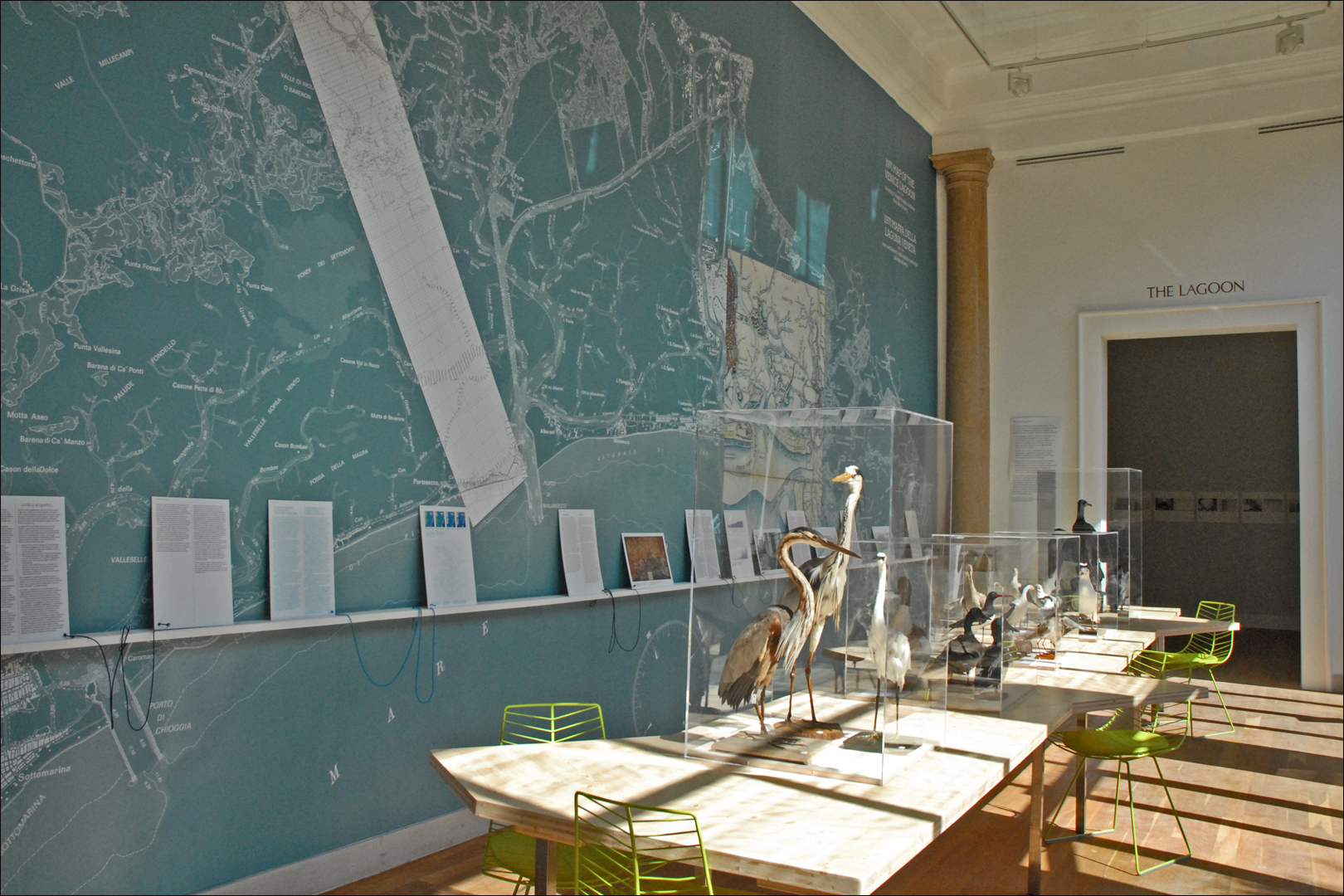
Obra en el interior del Pabellón Británico el año 2010.